# Arixiuna
Arixiuna är ett släkte av skalbaggar. Arixiuna ingår i familjen långhorningar.
Kladogram enligt Catalogue of Life:
| Arixiuna | \| \| Arixiuna longula \| \| \| \| \| \| Arixiuna prolixa \| \| \| \| \| \| Arixiuna varians \| \| \| \| |
|          | \| \| Arixiuna longula \| \| \| \| \| \| Arixiuna prolixa \| \| \| \| \| \| Arixiuna varians \| \| \| \| |
|          | Arixiuna longula                                                                                         |
|          | |
|          | Arixiuna prolixa                                                                                         |
|          | |
|          | Arixiuna varians                                                                                         |
|          | |